# 小行星19411
小行星19411（19411 Collinarnold）是一颗绕太阳运转的小行星，为主小行星带小行星。该小行星于1998年3月20日发现。

## 轨道参数
小行星19411的轨道半长轴为2.2484279 UA，离心率为0.119。